# Moine
Pour les articles homonymes, voir Moine (homonymie).
Pour un article plus général, voir Monachisme.
« Monacaux » redirige ici. Pour l’article homophone, voir Monaco.

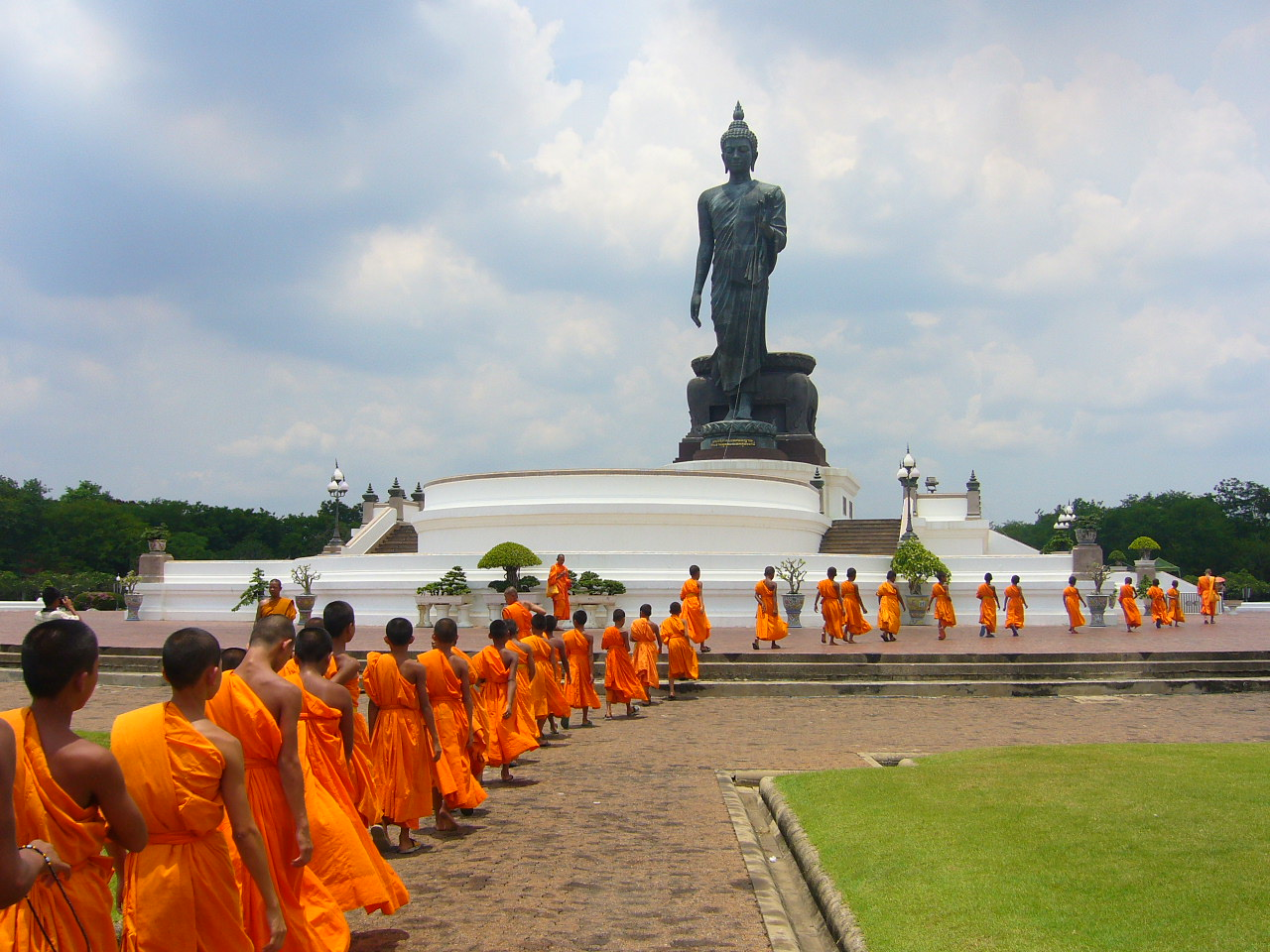
Moines bouddhistes en Thaïlande.

Un moine, ou une moniale (du latin monachus, « homme solitaire » et du grec monakhos, de monos, seul), est une personne liée à des vœux de religion et menant, en solitaire ou en communauté, une vie essentiellement spirituelle, dévotionnelle et contemplative.

## Généralités historiques
Les moines sont présents dans les traditions religieuses catholique, orthodoxe, jaïne, bouddhiste, shintoïste, taoïste et hindoue. Les traditions protestantes (luthérienne, anglicane ou autres), après avoir rejeté souvent la vie monastique lors de la Réforme, la redécouvrent depuis la seconde moitié du XXe siècle comme dimension essentielle du christianisme.

## Les moines dans la religion chrétienne

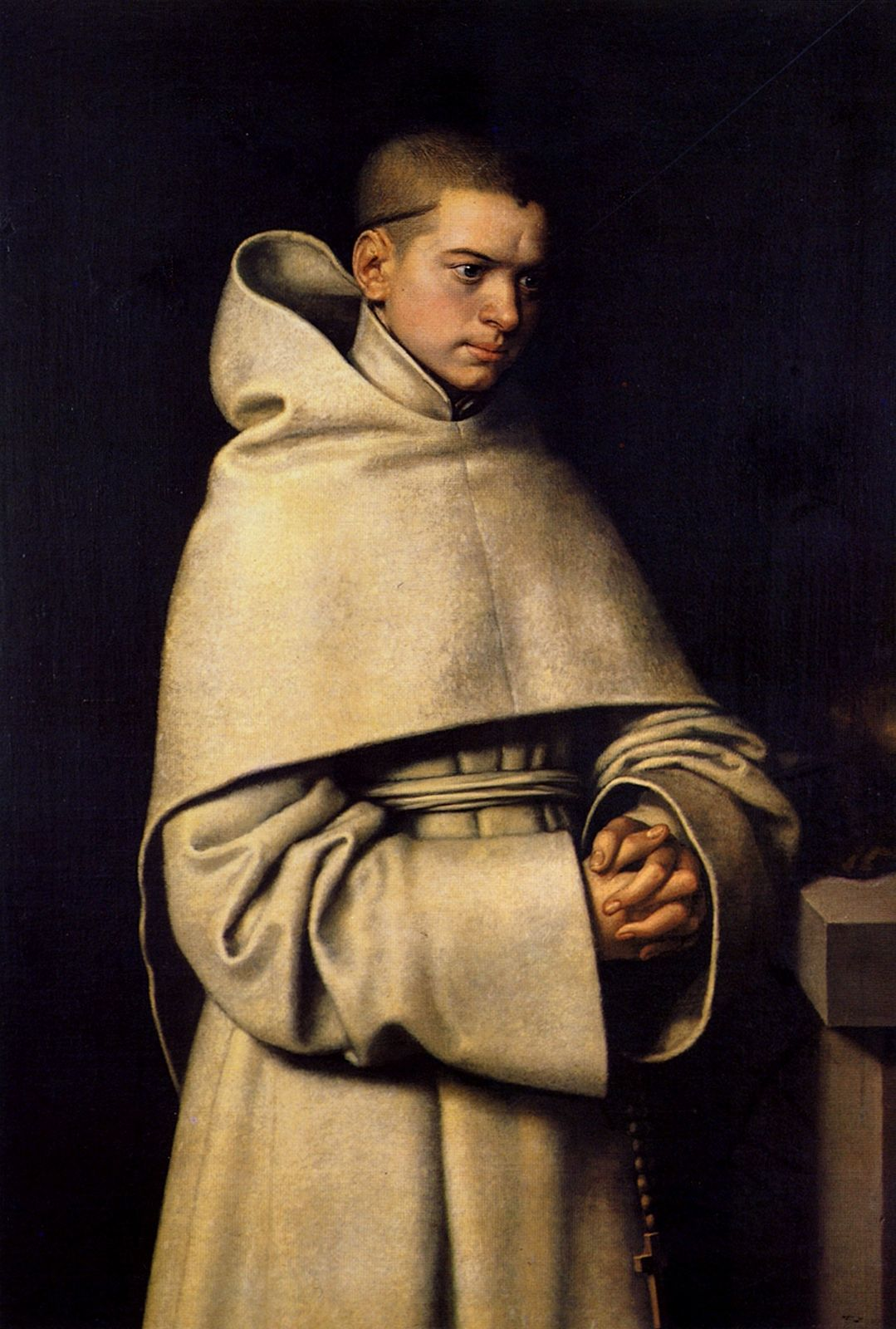
Portrait d'un moine, Sofonisba Anguissola (1556).

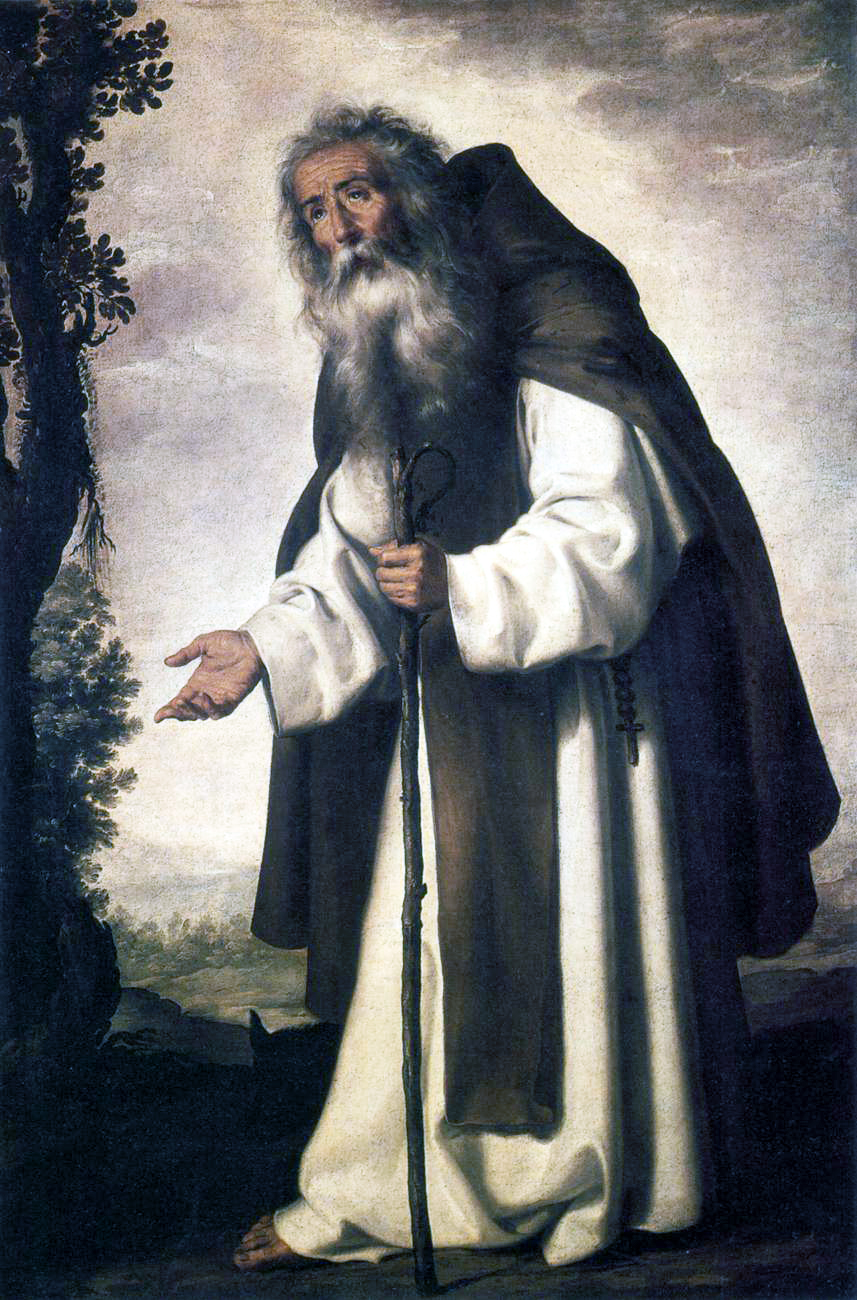
Antoine le Grand, fondateur du monachisme chrétien occidental. Tableau de Francisco de Zurbarán.

Saint Antoine (v. 251-356) est considéré comme le modèle et le père des moines. Il vit seul, en anachorète ou ermite, dans un désert d'Égypte après avoir entendu les mots de l'Évangile : « Si tu veux être parfait, va, vends ce que tu possèdes, donne-le aux pauvres, et tu auras un trésor dans les cieux. Puis viens, suis-moi. » (Mt 19,21). Des hommes d'abord et principalement, mais aussi quelques femmes, quittent les villes et la société pour se dépouiller et aller vivre dans des lieux désertiques ou des déserts. Dans la Bible, le désert est le lieu de la confrontation d'avec soi-même, de la mise à nu, de la purificatrice et de la rencontre avec Dieu. Les premiers moines choisissent donc l'abstinence et le renoncement au superflu, puis la mise en commun des biens, à la recherche de l'essentiel, de la vérité, du sens de la vie.
En France (Gaule), les premiers monastères voient le jour au IVe siècle. En 360, saint Martin fonde l'ermitage de Ligugé (future abbaye) dans le Poitou, puis celui de Marmoutier près de Tours. Saint Honorat fonde, vers 405, une abbaye aux îles de Lérins.
Dans le monde chrétien, suivant l'enseignement des évangiles et de la tradition des Pères de l'Église, moines et moniales sont des hommes ou des femmes qui se mettent à la suite du Christ (sequela Christi) et prononcent des vœux de pauvreté, de chasteté et d'obéissance pour mieux l'imiter.
Pour leur vie de prière et de contemplation, la très grande majorité choisit de rejoindre une communauté religieuse (cénobitisme) et ils vivent dans un monastère ou un couvent généralement éloigné des villes. Mais ils peuvent préférer vivre seul en ermite (érémitisme) en cellule séparée ou plus loin dans la nature. Les moines gyrovagues - qui allaient de monastère en monastère - bien qu'ils ne soient plus autorisés par l'Église catholique, existent toujours.

## Les moines dans le Bouddhisme
Les moines (bhikkhu) et nonnes (bhikkhuni) appartiennent au sangha, la communauté monastique bouddhique. La vie monastique exige le respect ferme d'une série de préceptes, parmi lesquels :
1. ne jamais avoir de relation sexuelle ;
2. ne jamais tuer délibérément un être humain ou ordonner à d’autres de tuer ;
3. ne jamais prendre ce qui ne lui appartient pas avec l’intention de le posséder ;
4. ne jamais se prévaloir indûment de tout accomplissement spirituel (le moine est excusé s’il est malade mental, orgueilleux ou manque de sérieux).

Déjà, durant la vie du Bouddha, des communautés se créent, ayant à cœur le respect des préceptes énoncés par celui-ci. Contrairement à la vie monastique chrétienne, le monachisme bouddhique accepte dans la majorité de ses monastères le retour à la vie civile, ce retour est même vu comme faisant partie de la démarche d'élévation spirituelle.

### Note
1. ↑  Les traditions protestantes ont souvent rejeté le monachisme, mais ce n'était pas toujours le cas. En Allemagne par exemple, des abbayes luthériennes ont existé, voir la catégorie:Abbaye luthérienne en Allemagne.